# من الأفضل الاتصال بسول (الموسم 5)
عُرض الموسم الخامس من المسلسل الدرامي التلفزيوني الأمريكي من الأفضل الاتصال بسول في 23 فبراير 2020، واُختتم في 20 أبريل 2020. تم بث الموسم المكون من عشر حلقات ليلة الاثنين في الولايات المتحدة على إيه إم سي، باستثناء العرض الأول الذي تم بثه يوم الأحد. تم إنشاء من الأفضل الاتصال بسول كفترة سابقة من مسلسل اختلال ضال بواسطة فينس غيليغان وبيتر غولد، وكلاهما عمل أيضًا في اختلال ضال.

## الإنتاج

### التطوير
في 28 يوليو 2018، جددت إيه إم سي من الأفضل الاتصال بسول لموسم خامس، قبل بث الموسم الرابع مباشرة.

## الحلقات
| ر. الإجمالي | ر. في الموسم | العنوان                                 | المخرج           | الكاتب                  | تاريخ العرض الأصلي | عدد المشاهدات (بالمليون) |
| ----------- | ------------ | --------------------------------------- | ---------------- | ----------------------- | ------------------ | ------------------------ |
| 41          | 1            | «Magic Man (رجل السحر)»                 | برونوين هيوز     | بيتر غولد               | 23 فبراير 2020     | 1.60                     |
| 42          | 2            | «50% Off (خصم 50%)»                     | نوربرتو باربا    | أليسون تاتلوك           | 24 فبراير 2020     | 1.06                     |
| 43          | 3            | «The Guy for This (الشاب لهذا)»         | ميخائيل موريس    | آن تشيركيس              | 2 مارس 2020        | 1.18                     |
| 44          | 4            | «Namaste (ناماستي)»                     | جوردون سميث      | جوردون سميث             | 9 مارس 2020        | 1.22                     |
| 45          | 5            | «Dedicado a Max (ديكيدو أ ماكس)»        | جيم مكاي         | هيذر ماريون             | 16 مارس 2020       | 1.45                     |
| 46          | 6            | «Wexler v. Goodman (ويكسلر ضد غودمان)»  | ميخائيل موريس    | توماس شنوز              | 23 مارس 2020       | 1.40                     |
| 47          | 7            | «JMM (جي أم أم)»                        | ميليسا بيرنشتاين | أليسون تاتلوك           | 30 مارس 2020       | 1.30                     |
| 48          | 8            | «Bagman (تاجر متنقل)»                   | فينس غيليغان     | جوردون سميث             | 6 أبريل 2020       | 1.42                     |
| 49          | 9            | «Bad Choice Road (طريق الاختيار السيئ)» | توماس شنوز       | توماس شنوز              | 13 أبريل 2020      | 1.51                     |
| 50          | 10           | «Something Unforgivable (شيء لا يغتفر)» | بيتر غولد        | بيتر غولد & ارييل ليفين | 20 أبريل 2020      | 1.59                     |

## وصلات خارجية
- – الموقع الرسمي
- من الأفضل الاتصال بسول على نتفليكس (الاشتراك مطلوب)
- قائمة حلقات من الأفضل الاتصال بسول  على قاعدة بيانات الأفلام على الإنترنت